# ウエストベンド (ウィスコンシン州)

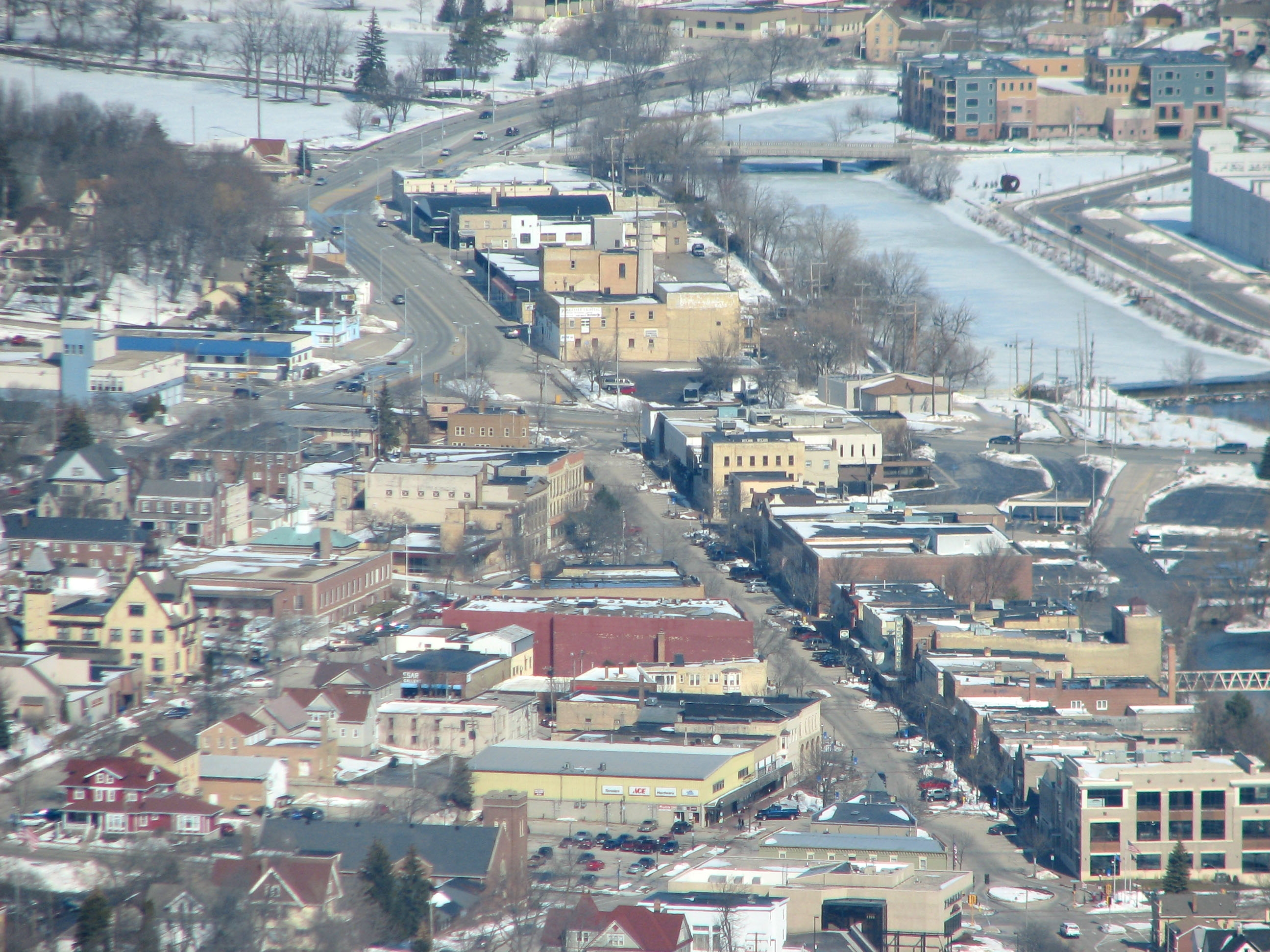
冬のウエストベンド

ウエストベンド（West Bend）は、アメリカ合衆国ウィスコンシン州の都市。ワシントン郡の郡庁所在地である。人口は3万1752人（2020年）。ミルウォーキーの北西に位置し、同市郊外の中流階級以上の住宅地となっている。ウエストベンドの由来は、市内を流れるミルウォーキー川の「西の蛇行」から来ている。

## 地理
ウエストベンドは北緯43度25分17秒 西経88度10分58秒 / 北緯43.42139度 西経88.18278度に位置している。

ワシントン郡内の位置

アメリカ合衆国統計局によると、ウエストベンド市は総面積33.5km²（12.9mi²）である。そのうち32.9km²（12.7 mi²）が陸地で0.6km²（0.2mi²）が水域である。総面積の1.86%が水域となっている。

## 交通
ウエストベンドの主な交通機関は自家用車である。同市はミルウォーキーからのフリーウェイの終点になっている。ミルウォーキーのダウンタウンへは60km弱、車で所要45分ほどである。航空機、アムトラック、グレイハウンドなどはすべてミルウォーキーから利用することになる。州都マディソンに通ずる高速道路はなく、州道を走ることになる。西南西へ約120km、所要約2時間である。

## レクリエーション
ウエストエンドのダウンタウンには各種店舗が建ち並び、歴史的な建物も多い。また治安が良いため、夜でも賑わっている。歴史的なウエストベンド劇場（West Bend Theatre）もダウンタウンに位置している。また、毎年夏になるとダウンタウンではマックスウェル・ストリート・デイズ（Maxwell Street Days）とジャーマンフェスト（Germanfest）という、2つの大きなイベントが執り行われる。
市内には公園も多い。ダウンタウンの北にはレグナー公園（Regner Park）がある。同公園は森林、野球場、サッカー場や人工のビーチを有する池を抱え、市民の憩いの場となっている。

## 人口動勢
以下は2000年国勢調査における人口統計データである。
| 基礎データ - 人口: 28,152人 - 世帯数: 11,375世帯 - 家族数: 7,518家族 - 人口密度: 856.5人/km²（2,218.3人/mi²） - 住居数: 11,926軒 - 住居密度: 362.9軒/km²（939.7軒/mi²） 人種別人口構成 - 白人: 97.30% - アフリカン・アメリカン: 0.34% - ネイティブ・アメリカン: 0.42% - アジア人: 0.53% - 太平洋諸島系: 0.01% - その他の人種: 0.61% - 混血: 0.79% - ヒスパニック・ラテン系: 1.84% 年齢別人口構成 - 18歳未満: 25.5% - 18-24歳: 8.6% - 25-44歳: 31.1% - 45-64歳: 20.3% - 65歳以上: 14.4% - 年齢の中央値: 35歳 - 性比（女性100人あたり男性の人口） - 総人口: 93.1 - 18歳以上: 89.6 | 世帯と家族（対世帯数） - 18歳未満の子供がいる: 32.7% - 結婚・同居している夫婦: 53.3% - 未婚・離婚・死別女性が世帯主: 9.4% - 非家族世帯: 33.9% - 単身世帯: 27.5% - 65歳以上の老人1人暮らし: 12.0% - 平均構成人数 - 世帯: 2.44人 - 家族: 3.00人 収入と家計 - 収入の中央値 - 世帯: 48,315米ドル - 家族: 56,299米ドル - 性別 - 男性: 39,904米ドル - 女性: 23,816米ドル - 人口1人あたり収入: 22,116米ドル - 貧困線以下 - 対人口: 5.0% - 対家族数: 3.4% - 18歳未満: 6.5% - 65歳以上: 3.7% |

## 教育
- ウエストベンド高等学校

## 姉妹都市
- 愛荘町（滋賀県愛知郡）＝旧愛知川町と姉妹都市提携（1994年8月14日）。
- パザルジク、ブルガリア
- アヌシー、フランス
- ヘッペンハイム、ドイツ